# Deutsche Kurzbahnmeisterschaften 1997
Die Deutschen Kurzbahnmeisterschaften 1997 im Schwimmen fanden vom 14. bis 16. November 1997 in Uelzen statt. Der Veranstalter war der Deutsche Schwimm-Verband. Es wurden bei Männern und Frauen Wettkämpfe in je 18 Disziplinen ausgetragen.
| Disziplin           | Männer             | Männer              | Männer   | Frauen           | Frauen                 | Frauen   |
| Disziplin           | Name               | Verein              | Zeit     | Name             | Verein                 | Zeit     |
| 050 m Freistil      | Stefan Herbst      | SSV Leutzsch        | 00:22,53 | Marianne Hinners | SG Lohne / Cloppenburg | 00:25,92 |
| 100 m Freistil      | Lars Conrad        | SGS Hannover        | 00:49,27 | Desiree Beckers  | SG Bayer               | 00:57,00 |
| 200 m Freistil      | Lars Conrad        | SGS Hannover        | 01:46,21 | Desiree Beckers  | SG Bayer               | 02:02,27 |
| 400 m Freistil      | Jörg Hoffmann      | Potsdamer SV        | 03:45,44 | Desiree Beckers  | SG Bayer               | 04:17,87 |
| 800 m Freistil      | Thomas Lohfink     | SC Magdeburg        | 07:51,20 | Desiree Beckers  | SG Bayer               | 08:40,77 |
| 1500 m Freistil0    | Thomas Lohfink     | SC Magdeburg        | 15:05,24 | Desiree Beckers  | SG Bayer               | 16:34,59 |
| 050 m Brust         | Mark Warnecke      | SG Essen            | 00:27,25 | Janne Schäfer    | TV Jahn Wolfsburg      | 00:32,22 |
| 100 m Brust         | Mark Warnecke      | SG Essen            | 01:00,74 | Anita Brasic     | Erster Münchner SC     | 01:09,68 |
| 200 m Brust         | Daniel Dietz       | SV Nikar Heidelberg | 02:14,80 | Anne Poleska     | SG Krefeld             | 02:29,55 |
| 050 m Schmetterling | Thomas Rupprath    | SG Neuss            | 00:24,10 | Nicole Ramm      | Dürener TV             | 00:28,28 |
| 100 m Schmetterling | Thomas Rupprath    | SG Neuss            | 00:52,90 | Kathrin Dumitru  | SC Magdeburg           | 01:01,92 |
| 200 m Schmetterling | Thomas Rupprath    | SG Neuss            | 01:57,30 | Silvia Szalai    | SG Frankfurt           | 02:09,22 |
| 050 m Rücken        | Sebastian Halgasch | Dresdner SC         | 00:24,98 | Anne Wiesner     | SV Preußen Berlin      | 00:29,85 |
| 100 m Rücken        | Stev Theloke       | SC Chemnitz 1892    | 00:53,70 | Jinthana Bauer   | SG Bayer               | 01:03,19 |
| 200 m Rücken        | Stev Theloke       | SC Chemnitz 1892    | 01:55,84 | Sabine Herbst    | SSV Leutzsch           | 02:10,11 |
| 100 m Lagen         | Christian Keller   | SG Duisburg         | 00:55,85 | Sandra Völker    | SG Hamburg             | 01:01,87 |
| 200 m Lagen         | Christian Keller   | SG Duisburg         | 01:59,92 | Nicole Hetzer    | Wacker Burghausen      | 02:12,25 |
| 400 m Lagen         | Christian Keller   | SG Duisburg         | 04:14,64 | Nicole Hetzer    | Wacker Burghausen      | 04:37,07 |

1. ↑  neuer DSV-Rekord